# Tovuzçay
Tovuzçay (armeniska: T’avuzch’ay) är ett vattendrag i Azerbajdzjan. Det ligger i den västra delen av landet, 400 km väster om huvudstaden Baku.
Trakten runt Tovuzçay består i huvudsak av gräsmarker. Runt Tovuzçay är det ganska tätbefolkat, med 78 invånare per kvadratkilometer.